# Люборад

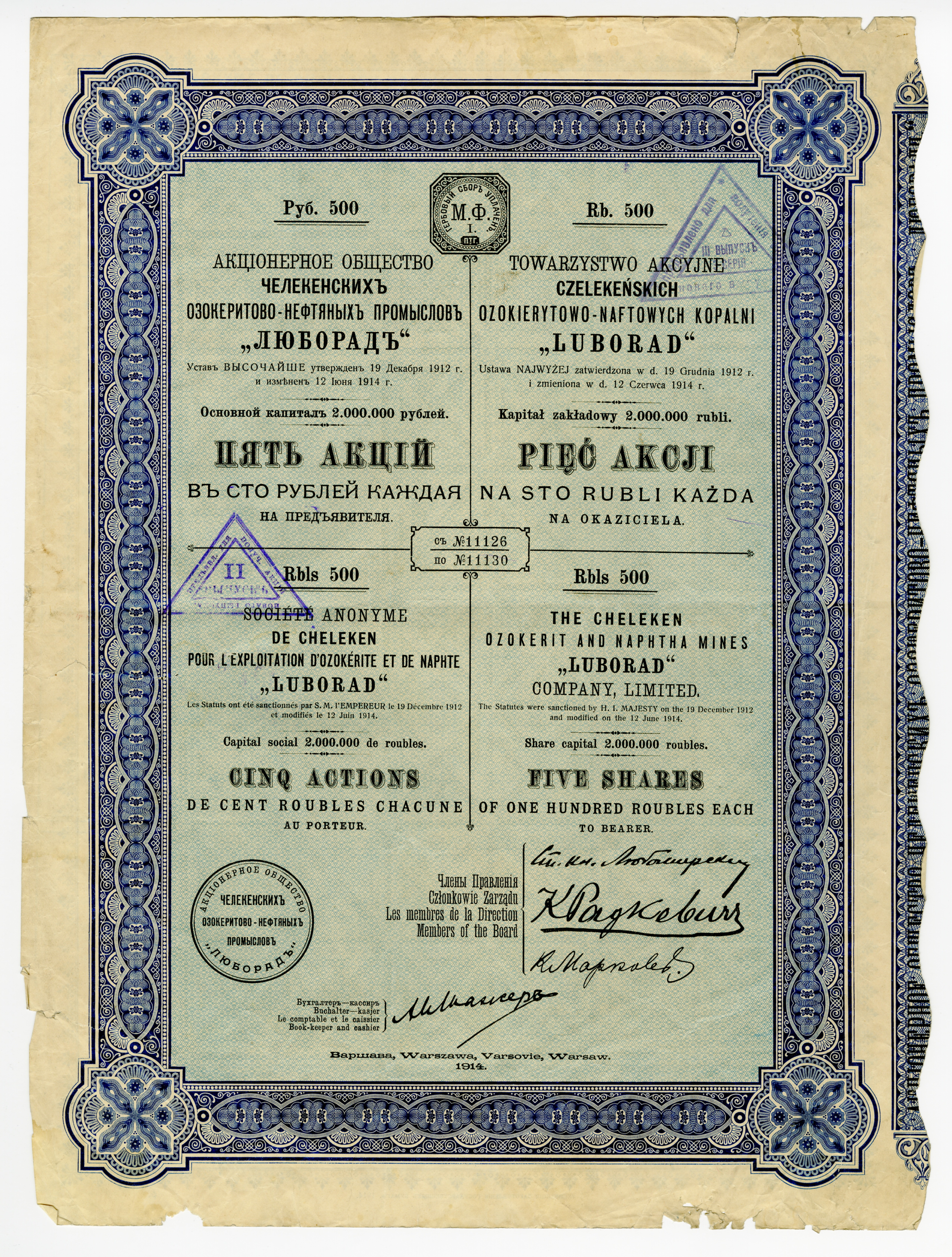
П'ять акцій у 100 рублів кожна на пред'явника Акціонерного товариства челекенських озокеритово-нафтових промислів «Люборад»

Акціонерне товариство Челекенських озокеритово-нафтових промислів «Люборад» з основним капіталом 2 млн руб. засновано після реорганізації пайового товариства, заснованого в 1906 російськими підданими підприємцями польського походження Любомирським та Радкевичем (звідси і назва Товариства). Як випливає з Високо затвердженого 19 грудня 1912 (змінено 14 червня 1914) Статуту Товариства, «Люборад» заснований «для експлуатації родовищ нафти та озокериту на півострові Челекен», Закаспійської області (на східному березі Каспійського моря, в Туркменістані).
Головою правління товариства «Люборад» був князь Станіслав Любомирський, представник знатного княжого роду Любомирських, який водночас був членом ради та директором Варшавського промислового банку, його заступником був К. В. Радкевич. До складу членів правління "Люборада" входив відомий революціонер, згодом герой праці П. І. Пальчинський , дворянин, що на той час був також директором товариства Токмакської залізниці та членом правління товариства АТ «Лисьвенський гірський округ спадкоємців графа П. П. Шувалова».
Купуючи одне за одним родовища озокериту, АТ «Люборад» фактично стало монополістом з його виробництва та продажу на внутрішньому ринку.
Все майно Товариства оголошено державною власністю виходячи з декрету РНК у червні 1918 про націоналізацію нафтової промисловості.